# Palazzo Pepi
Palazzo Pepi si trova in via de' Pepi 7 a Firenze e prende il nome dall'antica famiglia Pepi che tuttora vi abita.

## Storia
Il palazzo risale agli inizi del Quattrocento e venne ingrandito tra il 1441 e il 1553 grazie all'acquisto di alcune case confinanti, alcune delle quali di proprietà della famiglia Bonfanti. Passò nei secoli a vari esponenti di famiglie nobiliari, come i Serragli, gli Strozzi e i Pucci, fino a pervenire nel 1653 alla famiglia Pepi, che aveva oramai assunto grande rilievo nella vita sociale della città (essi danno il nome alla stretta via). Questi, pur salvaguardando molti elementi, provvidero a vari lavori fino a conferire all'edificio l'aspetto attuale. 
Il palazzo appare nell'elenco redatto nel 1901 dalla Direzione Generale delle Antichità e Belle Arti, quale edificio monumentale da considerare patrimonio artistico nazionale.
Nell'appartamento del primo piano del palazzo abitò per 3 anni (1934-1937) Piero Bargellini.

## Architettura
La facciata del palazzo presenta ancora alcuni elementi quattrocenteschi, come le lunghe file di finestre centinate su cornici marcapiano al primo e al secondo piano, o il portale con cornoamentio ad arco a sesto acuto poggiante su mensole, mentre le finestre inginocchiate del pian terreno furono aggiunte durante gli amplaimenti voluti dai Pepi nel Seicento. A questo stesso periodo sono da riferire le modifiche al portone cinquecentesco, ampliato con due mensole per permettere il passaggio delle carrozze. 
Oltrepassato il portone e superato l'ampio androne, l'edificio si mostra articolato attorno ad un cortile interno, da segnalare per una ricchissima decorazione a graffito (interrotta da alcuni ovali con pitture murali raffiguranti figure femminili allegoriche), sul lato est oramai compromessa nonostante gli interventi di recupero documentati al 1911 e al 1934 (alcuni saggi di pulitura lasciano comunque intravedere la possibilità di un recupero anche se parziale e frammentario), ma sulla parete sud in ottime condizioni e restaurata nel 1999 (in parallelo con un intervento di restauro della facciata). 

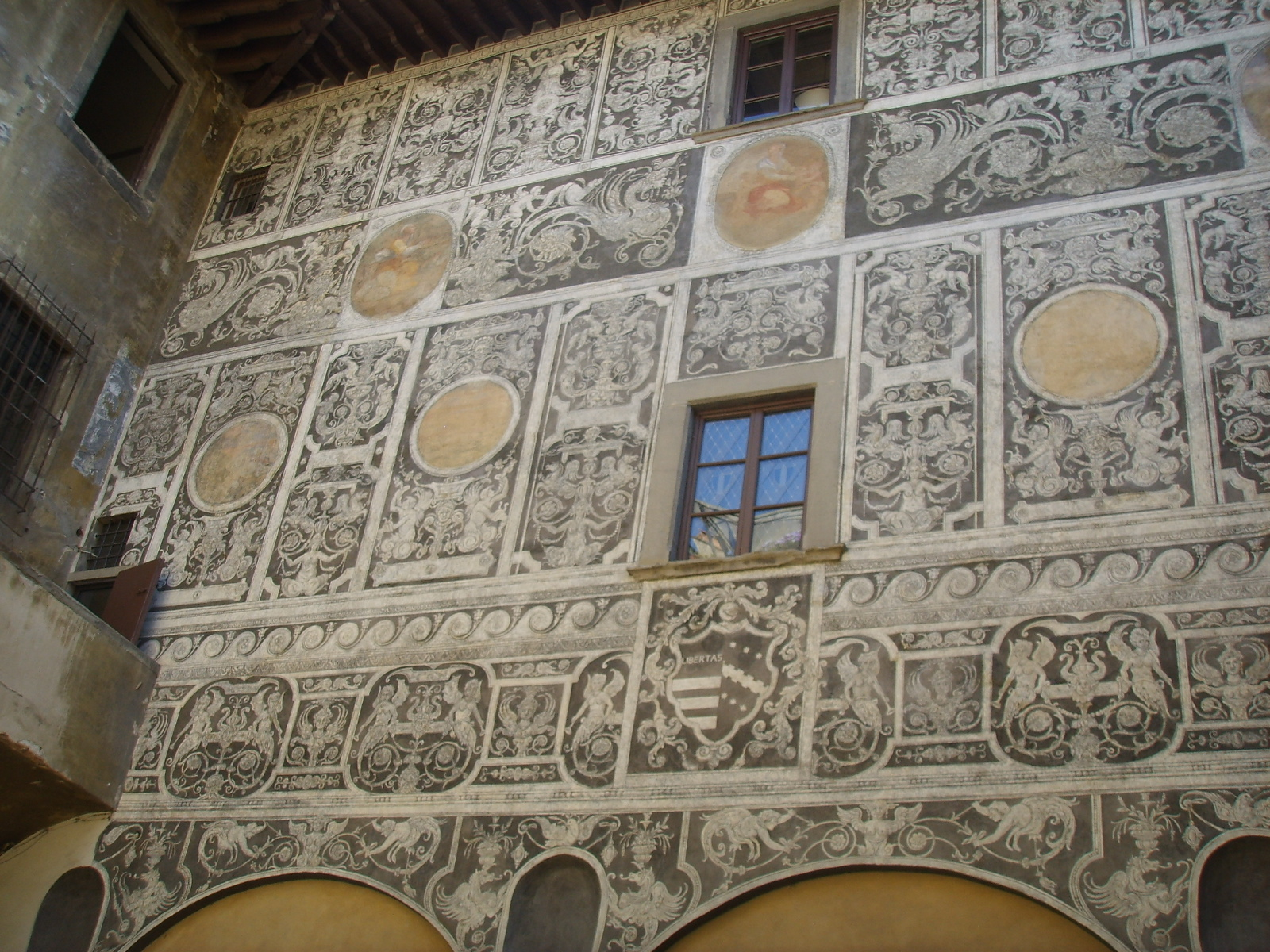
La decorazione a graffito all'interno del cortile

Il programma decorativo dei graffiti fu realizzato verso il 1570 ed occupa la parete in tutta la sua larghezza al di sopra di alcuni archi appena in rilievo (dove un tempo si apriva la loggia verso il giardino), per un totale di circa due terzi di superficie disponibile. La rappresentazione si compone di elementi vegetali e creature fantastiche, in una griglia modulare schematizzabile in quattro aree principali:
1. Una con un motivo di geni seduti accoppiati, che suonano il violino e con i corpi decorati da elementi vegetali;
2. La seconda zona presenta dodici triangoli alternati con decorazioni simmetriche con tritoni alati su cornucopie, creature con teste leonine e corpi composti da infiorescenze, nereidi, cavallucci, geni alati e gazzelle;
3. La terza è dominata da un essere con un grande cesto di fiori sulla testa, contornato da putti inginocchiati su volute. Questo fregio è interrotto da tre ovali dipinti con figure allegoriche: la Fede, la Giustizia e forse la Speranza;
4. La quarta presenta teste leonine, cariatidi alate, teste di montone, mascheroni, perle, delfini, draghi e cavalieri.

Nella parte inferiore sono alcune nicchie che un tempo dovevano contenere, a rendere ancor più magnifico l'ambiente, sculture. I capitelli delle colonne (oggi parzialmente incassate nel muro) sono finemente scolpiti e risalgono al Quattrocento. Da segnalare anche la secolare pianta d'acacia posta su un lato del cortile, che contribuisce non poco con il suo monumentale tronco contorto alla suggestione del luogo. 
In origine il cortile portava al giardino tramite una loggia non più esistente. Sul lato si trova anche un ex passaggio coperto al primo piano, sorretto da archetti e mensole sagomate, risalente al periodo a cavallo tra Quattro e Cinquecento.